# Station Grimsby Docks
Grimsby Docks is een spoorwegstation van National Rail in Grimsby, North East Lincolnshire in Engeland. Het station is eigendom van Network Rail en wordt beheerd door Northern Rail. 